# Lycaon sekowei
A Lycaon sekowei az emlősök (Mammalia) osztályának ragadozók (Carnivora) rendjébe, ezen belül a kutyafélék (Canidae) családjába tartozó fosszilis faj.

## Tudnivalók
A Lycaon sekowei a pliocén és pleisztocén korok határán élt. Valószínűleg belőle fejlődött ki a mai afrikai vadkutya (Lycaon pictus). Habár ennek a fosszilis állatnak is a fogazata és csontváza kizárólagos húsevő életmódra és a hosszútávú szaladásra való alkalmazkodásra utal, mégsem volt annyira fejlett, mint a mai leszármazottja. Az állat maradványait Afrika déli területein találták meg.

## Fordítás
- Ez a szócikk részben vagy egészben  a   Lycaon sekowei című angol Wikipédia-szócikk ezen változatának fordításán alapul.  Az eredeti cikk szerkesztőit annak laptörténete sorolja fel. Ez a jelzés csupán a megfogalmazás eredetét és a szerzői jogokat jelzi, nem szolgál a cikkben szereplő információk forrásmegjelöléseként.